# Daogo
Ne doit pas être confondu avec Raogo.
Daogo est une localité située dans le département de Bouroum de la province du Namentenga dans la région Centre-Nord au Burkina Faso. 

## Géographie
Isolé à l'extrême nord du département, Daogo se trouve à 20 km au nord-ouest du village de Bellogo, à environ 50 km au nord de Bouroum, le chef-lieu du département, et à plus de 90 km au nord-ouest de Tougouri. Cependant, le village se trouve à seulement 15 km au sud-est de la ville de Gorgadji, situé dans la région voisine du Sahel, et de la route nationale 23.

## Histoire
Depuis 2019, le nord du pays est victime d'attaques terroristes djihadistes dont le secteur de Silmagué-Daogo le 26 mai 2019.

## Économie
L'économie de Daogo est essentiellement agro-pastorale.

## Éducation et santé
Le centre de soins le plus proche de Daogo est le centre de santé et de promotion sociale (CSPS) de Bellogo (ou celui de Gorgadji dans la région voisine) tandis que le centre médical (CM) de la province se trouve à Tougouri.
Daogo possède une école primaire publique.